# 花伦
花伦是中国大陆的后摇滚乐队，乐队于2004年11月于武汉成立。
早期乐队是英倫搖滾風格，後期風格以後搖滾及噪音美学為主。在2007年發行第一張專輯《Silver Daydream》，並於2010年發行第二張專輯《Asian River》

## 专辑
- 《Silver Daydream》
- 《Asian River》
- 《Farewell》
- 《Hardcore Fans》
- 《大象》
- 《大象席地而坐》
- 《大峡谷里的赞美诗》
- 《wʌndərlænd》
- 《Wuhan Wuhan》
- 《Tempus》
- 《Homework In Quiet Time》
- 《Ghost EP/Dead Man(Split)》
- 《Scene》